# Олесь Бодак
Олександр Миколайович (Олесь) Бодак (біл. Аляксандр Мікалаевіч (Алесь) Бадак; нар. 28 лютого 1966, с. Турки, Ляховицький район, Берестейська область) — білоруський письменник, поет-пісенник, публіцист, критик. Автор понад десяти поетичних книг, критичних статей і рецензій, а також текстів пісень.

## Біографія

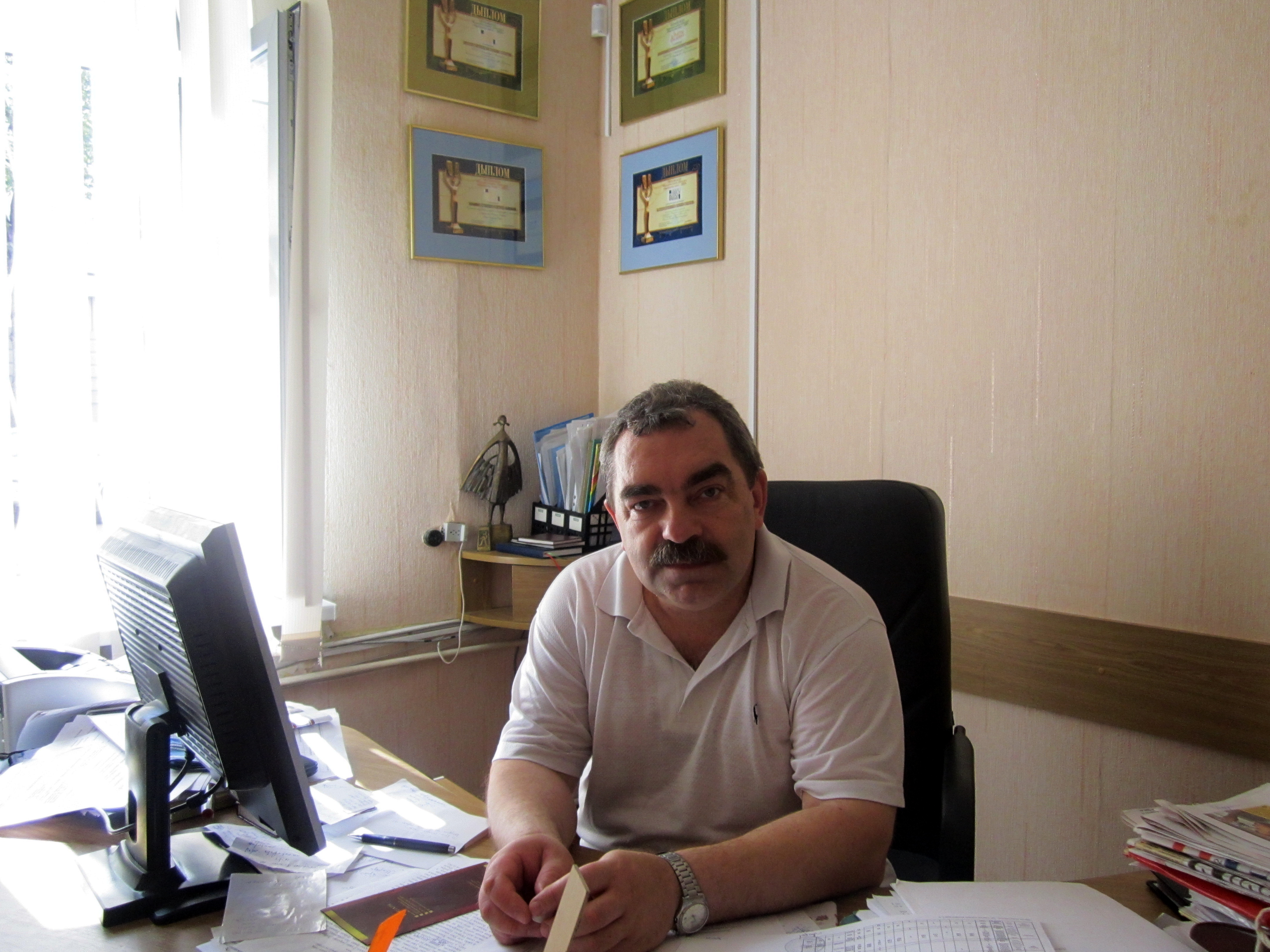
На посаді заступника директора «Видавництво „Звязда“»

Олесь Бодак народився в сім'ї робітничого класу. У школі він цікавився творчістю Єсеніна, потім Андрія Вознесенського, Якуба Коласа. У 1983 році після закінчення школи він вступив на філологічний факультет Білоруського державного університету. Служив у Радянській Армії (1984 — 1986). Після демобілізації він продовжив навчання в університеті, який закінчив у 1990 році. Того ж року його прийняли до Союзу письменників Білорусі.
Працював позаштатним кореспондентом-організатором Бюро пропаганди художньої літератури Союзу письменників Білорусі (1990 — 1991), редактором відділу, відповідальним секретарем, заступником головного редактора журналу «Бярозка» (1991 — 2001), редактором журналу «Полымя» (2001 — 2002), завідувачем відділу прози, відповідальним секретарем, заступником головного редактора журналу «Маладосць» (2002 — 2009). У 2009 — 2014 роках був головним редактором журналу «Нёман». У 2014 — 2015 роках був головним редактором журналу «Полымя».
Водночас у 2009 — 2012 роках Бодак — перший заступник директора Редакційно-видавничої установи «Літаратура і мастацтва». У 2012 — 2015 роках був заступником директора Видавничого дому «Звязда».
З 2015 року — директор видавництва «Мастацкая література».

## Творчість
Починав, як поет. Перші свої вірші він опублікував у 1979 році (газета «Піянер Беларусі»). Журналістську діяльність розпочав у газеті «Будаўнік камунізму» (нині «Ляхавіцкі веснік»). На початку 1990-х років він написав багато пісень. Це був пік творчості О. Бодака як поета-пісенника. Олександр Саладуха, Анатолій Ярмоленко та Олеся склали пісні на вірші автора. Олесь Бодак — переможець республіканських конкурсів пісень.
У 2003 році він був одним з перших лауреатів літературної премії «Золотий апостроф». Пізніше він почав друкувати прозу та твори для дітей. Він активний популяризатор дитячої літератури, є одним з організаторів клубу дитячих письменників, пише багато віршів, оповідань, казок, пізнавальної літератури.
Останніми роками він частіше з’являється в періодичних виданнях з літературно-критичними статтями та рецензіями.

### Збірки поезій
- «Повсякденне життя» (1989);
- «У тіні самотнього сонця : Вірші та пісні» (Мінськ, Художня література, 1995);
- «Громовідвід : Книга лірики» (2004).

### Літературні твори для дітей
- «Ми купили крокодила : Вірші» (1995, у співавторстві з Віктором Шнипом);
- «Маленька людина у великому світі : Книга для батьків, бабусь і дідусів та вихователів дитячих садків» (1995);
- «Горобчик з рогаткою : Казки, вірші, лічилки» (1999);
- «Незвичайна подорож у країну відьом : Оповідання-казки» (2001);
- «Рослини : Ботанічні етюди» (2008);
- «Тварини : Зоологічні етюди» (2009);
- «Птахи : Зоологічні етюди» (2010);
- «Комахи : Зоологічні етюди» (2011);
- «Водний світ : Зоологічні етюди» (2012);
- «Зірка для білки» (2015).

### Оповідання
«Інструкція про спокушення заміжніх жінок» (газета «Література та мистецтво», 2008; психологічна драма).

### Перекладено російською
- Бадак, А. О тебе и тех, кто рядом : для любящих и предусмотрительных родителей и педагогов, а также для любознательных детей : пособие для педагогов учреждений, обеспечивающих получение дошкольного образования / А. Бадак. — Минск : Лексис, 2005. — 31 с.
- Бадак, А. Невероятные истории из жизни волшебников : сказочные повести / А. Бадак. — Минск : Літаратура і Мастацтва, 2011. — 204 с.

## Нагороди
- Лауреат премії «Золотий апостроф» (2003);
- Лауреат премії «Золотий Купідон» за найкращу книгу року у категорії «Публіцистика» (2008; за книгу «Рослини: ботанічні дослідження»);
- Лауреат премії СНД «Зірки Співдружності» (разом з Олесем Карлюкевичем) (2014);
- Лауреат премії імені Василя Вітки (2015).